# PGC 4535
LEDA/PGC 4535, auch UGC 803, ist eine leuchtschwache Spiralgalaxie vom Hubble-Typ Sdm im Sternbild Fische auf der Ekliptik. Sie ist schätzungsweise 109 Millionen Lichtjahre von der Milchstraße entfernt und hat einen Durchmesser von etwa 55.000 Lichtjahren. Vom Sonnensystem aus entfernt sich das Objekt mit einer errechneten Radialgeschwindigkeit von näherungsweise 2.300 Kilometern pro Sekunde.
Sie gilt als Teil der 11 Galaxien umfassenden Lyons Groups of Galaxies LGG 23 unter NGC 524. Im selben Himmelsareal befinden sich unter anderem die Galaxien PGC 1341340, PGC 1345891, PGC 3091538, PGC 3091668.